# 小金球藻属
小金球藻属（学名：Chrysosphaerella ）为黄群藻科的一个属。

## 下属物种
本属包括以下物种：
- Chrysosphaerella salina Birch-Andersen 1973[1]